# Nicholas Omonuk
 (juin 2025).
La mise en forme du texte ne suit pas les recommandations de Wikipédia : il faut le « wikifier ».
Les points d'amélioration suivants sont les cas les plus fréquents. Le détail des points à revoir est peut-être précisé sur la page de discussion.
- Les titres sont pré-formatés par le logiciel. Ils ne sont ni en capitales, ni en gras.
- Le texte ne doit pas être écrit en capitales (les noms de famille non plus), ni en gras, ni en italique, ni en « petit »…
- Le gras n'est utilisé que pour surligner le titre de l'article dans l'introduction, une seule fois.
- L'italique est rarement utilisé : mots en langue étrangère, titres d'œuvres, noms de bateaux, etc.
- Les citations ne sont pas en italique mais en corps de texte normal. Elles sont entourées par des guillemets français : « et ».
- Les listes à puces sont à éviter, des paragraphes rédigés étant largement préférés. Les tableaux sont à réserver à la présentation de données structurées (résultats, etc.).
- Les appels de note de bas de page (petits chiffres en exposant, introduits par l'outil «  Source ») sont à placer entre la fin de phrase et le point final[comme ça].
- Les liens internes (vers d'autres articles de Wikipédia) sont à choisir avec parcimonie. Créez des liens vers des articles approfondissant le sujet. Les termes génériques sans rapport avec le sujet sont à éviter, ainsi que les répétitions de liens vers un même terme.
- Les liens externes sont à placer uniquement dans une section « Liens externes », à la fin de l'article. Ces liens sont à choisir avec parcimonie suivant les règles définies. Si un lien sert de source à l'article, son insertion dans le texte est à faire par les notes de bas de page.
- La présentation des références doit suivre les conventions bibliographiques. Il est recommandé d'utiliser les modèles {{Ouvrage}}, {{Chapitre}}, {{Article}}, {{Lien web}} et/ou {{Bibliographie}}. Le mode d'édition visuel peut mettre en forme automatiquement les références.
- Insérer une infobox (cadre d'informations à droite) n'est pas obligatoire pour parachever la mise en page.

Pour une aide détaillée, merci de consulter Aide:Wikification.
Si vous pensez que ces points ont été résolus, vous pouvez retirer ce bandeau et améliorer la mise en forme d'un autre article.
Nicholas Omonuk (né vers 1999),, est un activiste ougandais pour la justice climatique,, et fondateur de End Fossil Occupy Uganda, un mouvement qui prône l'élimination progressive des combustibles fossiles et une transition juste (un processus de transformation des économies et des sociétés vers la durabilité tout en garantissant l'équité et la justice pour tous, en particulier les plus vulnérables à ces changements) en Afrique,. Omonuk est titulaire d'un diplôme en économie foncière de l'Université de Kyambogo,, et a participé à des campagnes et conférences internationales sur le climat, y compris des événements climatiques mondiaux comme le Forum européen d'Alpbach en Autriche, et des conférences annuelles sur le climat de la CCNUCC comme les conférences annuelles des Nations Unies sur les changements climatiques,.

## Vie et éducation précoces
Omonuk  a grandi dans une famille de pasteurs à Pallisa, dans l'est de l'Ouganda. Il vient de la tribu Iteso, où chaque enfant a des responsabilités domestiques spécifiques. Il a passé une grande partie de son enfance à faire face à la perte de stabilité économique due à des conditions environnementales telles que la sécheresse,,.
Omonuk est titulaire d'une licence en économie foncière, évaluation foncière et immobilière (arpentage) de l'Université de Kyambogo,.

## Activisme
Omonuk a fondé End Fossil Occupy Uganda,,, un mouvement climatique local qui prône l'élimination progressive des combustibles fossiles et une transition juste pour l'Afrique. Il a participé à des campagnes climatiques pour exhorter les gouvernements et les partenaires au développement à cesser de financer  l'énergie issue des combustibles fossiles dans le monde entier afin de garantir un avenir durable pour tous,,.
Lors du Forum européen d'Alpbach en Autriche, il a soutenu une grève pour le climat où il raconte également dans un podcast comment le changement climatique force d'innombrables personnes de son pays d'origine à vendre leurs biens et à fuir vers d'autres pays,,,.
Il a soutenu une action climatique de natation au Dreirosenbrücke à Bâle, en Suisse, qui visait à démontrer le lien entre la production pétrolière et la migration,.
Omonuk a représenté les personnes et les zones les plus touchées (MAPA) lors des COP27 et COP28, plaidant pour l'abandon progressif des énergies fossiles et la mise en œuvre du Fonds pour les pertes et préjudices,.
En décembre 2023, il a participé à la conférence sur le climat COP28 aux Émirats arabes unis. La Conférence des Nations Unies sur les changements climatiques ou Conférence des Parties à la CCNUCC, plus communément appelée COP, était la 28e conférence des Nations Unies sur les changements climatiques qui se tenait chaque année pendant deux semaines.
En 2024, il a co-organisé l'Agape Earth Coalition, une organisation unifiée dont les membres sont des jeunes militants pour le climat, des ONG et des groupes de mouvements populaires. Il a également été invité à la COP29 en Azerbaïdjan.

### Critique des combustibles fossiles
Les projets de combustibles fossiles, comme l'oléoduc de pétrole brut d'Afrique de l'Est (EACOP) en Ouganda sont considérés comme un potentiel pour stimuler la croissance économique et améliorer l'accès à l'énergie, bien qu'ils aient suscité des inquiétudes environnementales et se soient heurtés à l'opposition des militants écologistes, dont Omonuk,,. Omonuk a critiqué l’implication des entreprises dans des projets controversés de combustibles fossiles aux niveaux local et international,,. Il s’est opposé aux projets de combustibles fossiles en raison de leurs effets potentiels sur les communautés locales,,.
CSDDD de l'UE
En octobre 2023, Omonuk, aux côtés de l'avocat des droits de l'homme Maxwell Atuhura, a appelé les législateurs de l'UE à soutenir la directive sur la diligence raisonnable en matière de durabilité des entreprises (CSDDD),,. Il a déclaré que la directive pourrait établir des mécanismes de responsabilité, permettant des recours pour les violations des droits de l'homme et de l'environnement liées aux entreprises européennes en Ouganda, où les recours juridiques sont limités,,.
Toutefois, la directive est contestée par certains groupes d’intervenants et États membres de l’UE qui estiment qu’elle imposerait des charges réglementaires excessives, augmenterait les coûts de conformité et pourrait nuire à la compétitivité, en particulier pour les petites et moyennes entreprises,,.